# Drepanum (piroscafo)
Il Drepanum (già Roumelian) è stato un piroscafo da carico italiano (ed in precedenza britannico), violatore di blocco durante la seconda guerra mondiale.

## Storia
Costruito nel 1914 nei cantieri Palmers Hebburn Shipbuilding & Iron Company Ltd. di Newcastle-upon-Tyne per la Ellerman Line di Liverpool, il mercantile, che si chiamava in origine Roumelian, era un piroscafo merci da 2 687 (poi aumentate a 2 736) tonnellate di stazza lorda e 1 714 tonnellate di stazza netta. 
Il 5 maggio 1932 il Roumelian, in navigazione alla volta di Alessandria, entrò in collisione a causa della densa nebbia con il piroscafo St. Nazare 24-25 miglia a sudovest degli scogli noti come The Needles: mentre il St. Nazare, avendo subito pochi danni, proseguì nella navigazione, mentre il Roumelian, che aveva a bordo 4 passeggeri e 52 membri dell'equipaggio (ed un carico di merci varie) e stava imbarcando acqua rapidamente, fece rotta per le coste del Solent. Dopo aver chiesto aiuto via radio, la nave fu raggiunta da un'unità soccorritrice proveniente da Yarmouth (la Yarmouth Libefoat), che la raggiunse e la guidò attraverso i Needles: le pompe del piroscafo – che era stato raggiunto da due rimorchiatori, affiancatisi ai due lati –, tuttavia, non riuscirono a contrastare l'allagamento, ed il Roumelian – sbandato sulla dritta e con il ponte di coperta poco sopra la superficie – si posò su un bassofondale nei pressi della Hampstead Ledge (o Saltmead Ledge), tra Yarmouth e Newtown, provocando due vittime tra l'equipaggio. 
Il 28 maggio 1932 il piroscafo, rimesso in condizione di navigare, fu disincagliato e rimorchiato dapprima in mare aperto e quindi a Londra, dove fu riparato.
Nel 1936 o nel 1937 il Roumelian venne comprato dalla Società anonima di Navigazione Transmediterranea (armatore Salvatore Tagliavia & Co.), avente sede a Palermo, che lo ribattezzò Drepanum, dal nome dell'antica città romana, e lo iscrisse al Compartimento marittimo di Palermo, con matricola 171. Secondo altre fonti la nave divenne di proprietà dell'armatore Tagliavia non dopo acquisto, ma in seguito al suo sequestro, nel 1939, da parte delle autorità italiane.
All'ingresso dell'Italia nella seconda guerra mondiale, il 10 giugno 1940, il Drepanum si rifugiò ad El Ferrol, in Spagna, dove venne internato. 
Nel frattempo lo Stato Maggiore della Regia Marina aveva proposto ed ottenuto di mettere a punto un piano per far forzare il blocco alleato da parte dei mercantili rifugiati nelle nazioni neutrali più benevole nei confronti dell'Italia (Spagna, Brasile e Giappone) e farli giungere a Bordeaux, base atlantica italiana (Betasom) nella Francia occupata: le navi sarebbero passate sotto il controllo delle forze tedesche, mentre i carichi (ancora a bordo da quando, dopo la dichiarazione di guerra, si erano rifugiate nei porti neutrali) sarebbero stati trasferiti in Italia via terra. Dopo la trasmissione delle istruzioni da seguire per la partenza ed il viaggio, venne organizzata la partenza dei vari mercantili, iniziando dalla Spagna continentale, dalla quale, tra il febbraio ed il giugno 1941, si trasferirono a Bordeaux i mercantili Clizia, Capo Lena ed Eugenio C.. Venne quindi organizzato il trasferimento delle navi che si trovavano nelle Canarie, 17 in tutto: tra aprile e giugno partirono i piroscafi. Era poi stato organizzato il trasferimento delle navi che si trovavano nelle Canarie: tra aprile e giugno si erano trasferiti in Francia i mercantili Capo Alga, Burano, Todaro, Ida ed Atlanta, mentre erano andate perdute le navi cisterna Recco, Sangro e Gianna M. ed il piroscafo Ernani. Toccò quindi alle navi bloccate in Brasile: tra il marzo e l'agosto 1941 raggiunsero la Francia le navi Frisco, XXIV Maggio, Butterfly, Monbaldo, Africana ed Himalaya (quest'ultima proveniente dall'Eritrea), mentre andarono perdute la motocisterna Franco Martelli ed il piroscafo Stella. Dall'Estremo Oriente giunsero in Francia anche le motonavi Cortellazzo, Pietro Orseolo e Fusijama.
Il Drepanum, insieme ad un altro piroscafo internato ad El Ferrol, il Fidelitas, fu l'ultima nave italiana a cercare di raggiungere Bordeaux forzando il blocco Alleato (eccetto i mercantili utilizzati per il trasporto della gomma e delle materie prime dall'Estremo Oriente). Nel marzo 1942 i due piroscafi lasciarono El Ferrol e si trasferirono a Bordeaux. 
Il 4 settembre 1943 scoppiò a bordo del piroscafo, nei pressi di Lillesand, un incendio, che danneggiò un aereo tedesco Arado Ar 196 A 3 che la nave stava trasportando.
In seguito alla proclamazione dell'armistizio dell'8 settembre 1943 il Drepanum venne catturato dalle forze tedesche, navigando quindi sotto il loro controllo. 
Il 20 novembre 1943 il mercantile, in navigazione da Thamshavn (Orkdal) alla Germania con le stive vuote, entrò in collisione nelle acque di Skadwyk con il piroscafo tedesco Lippe (in navigazione verso Göteborg) ed affondò in posizione 57°31'202” N e 11°27'310” O (per altre fonti 57°31'24” N e 11°27'34” O, oppure 47°31'174” N e 11°27'243” O), nel Kattegat, al largo del faro di Vinga (Svezia). 
Il relitto del Drepanum giace nei pressi del banco detto Kummelbanken, ad una profondità compresa tra i 42 ed i 55 metri (per altra fonte tra 44 e 53 metri).